# Juan Portugal de la Puebla
Juan Portugal de la Puebla (Antequera, 12 maggio 1703 – Roma, 16 ottobre 1781) è stato un patriarca cattolico spagnolo.

## Biografia
Juan nacque ad Antequera, nella diocesi di Malaga, in Spagna. Fu dottore in utroque iure (diritto civile e canonico) a Pavia (1724). Fu canonico della chiesa di Santa Maria alla Scala (Milano) e  arcivescovo titolare di Perge (1760-1762). Ricevette la consacrazione episcopale a Roma il 3 agosto 1760 dal cardinale Antonio Maria Erba Odescalchi. Trasferito a Mantova il 29 marzo 1762 si dimise il 17 gennaio 1770, riprendendo la sede titolare di Perge. Fu trasferito alla sede titolare di Costantinopoli il 4 marzo 1771.
Nel museo diocesano di Mantova si conserva un prezioso piviale intrecciato con fili d'oro e d'argento della Real Fabrica Miguel Molero, portato a Mantova dal vescovo.

## Genealogia episcopale
La genealogia episcopale è:
- Cardinale Scipione Rebiba
- Cardinale Giulio Antonio Santori
- Cardinale Girolamo Bernerio, O.P.
- Arcivescovo Galeazzo Sanvitale
- Cardinale Ludovico Ludovisi
- Cardinale Luigi Caetani
- Cardinale Ulderico Carpegna
- Cardinale Paluzzo Paluzzi Altieri degli Albertoni
- Papa Benedetto XIII
- Papa Benedetto XIV
- Papa Clemente XIII
- Cardinale Antonio Maria Erba Odescalchi
- Patriarca Juan Portugal de la Puebla